# Josefsbad

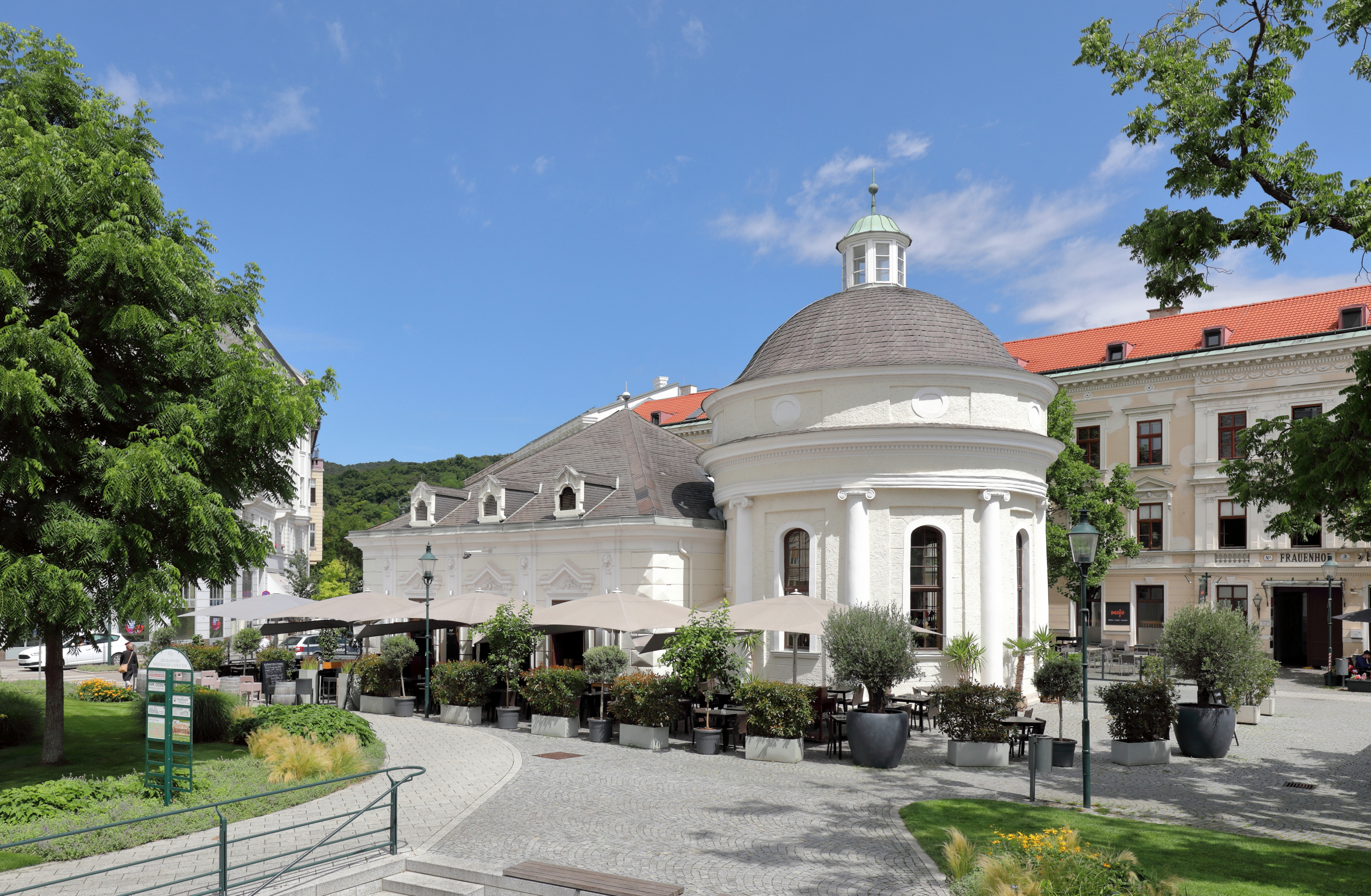
Ehemaliges Josefsbad am Josefsplatz in Baden

Das Josefsbad an der Adresse Josefsplatz 2 ist eine ehemalige Badeanstalt in der niederösterreichischen Stadtgemeinde Baden. Das Gebäude steht unter Denkmalschutz (Listeneintrag) und wird aktuell (2024) als Restaurant genutzt.

## Geschichte
Das ehemalige Bad hieß einmal Rohrbadl am Anger, war im Besitz des Augustinerklosters und wurde 1650 von der Stadt Baden angekauft. Nach der Zerstörung durch die Türken 1683 wurde es 1697 als barocker Rechteckbau mit ehemaligem Portalvorbau wieder errichtet und 1804 mit einem runden Kuppelbau ostseitig erweitert, der dem Formenschatz der Antike entlehnt ist.
1877 fand im Verlauf der städtischen Bäderreform (Projekt Weltkurort Baden) eine Renovierung statt. 1893 sollte nach einem von Eugen Faßbender (1854–1923) verfassten Plan das Josefsbad durch einen Neubau im Stile eines Wiener Ringstraßenpalais ersetzt werden. Nach dem Zweiten Weltkrieg wurde das Bad am 9. August 1948 nach einer bescheidenen Instandsetzung wieder in Dienst gestellt und hatte von da an stets Probleme wegen der Ruheräume. In Verbindung mit der aufgrund des zentralen Kurmittelhauses erfolgten Auflassung der städtischen Bäder verpachtete es die Gemeinde ab Mitte der 1970er Jahre mit entsprechenden Umbauten als Restaurationsbetrieb; 1994 erfolgte unter selber Widmung die Weitergabe an einen neuen Pächter, 1995 eine umfassende Renovierung. 1989 wurde nach annähernd 90 Betriebsjahren die, das Josefsbad umrundende, Wendeschleife der Lokalbahn Wien–Baden aufgelassen, was die Neugestaltung der den Solitär umgebenden Verkehrsflächen ermöglichte.
Das Josefsbad wurde unter anderem 1791 von Constanze Mozart, der Ehefrau von Wolfgang Amadeus Mozart, während eines Kuraufenthalts genutzt.
Seit 2011 ist das Josefsbad von der Gemeinde Baden an die Grossauer „el Gaucho“ Steakhouse GmbH & Co KG vermietet, die 2019 die Lokalität innen umbauten und neu einrichteten.

## Beschreibung
Ein eingeschoßiger Rechteckbau mit Walmdach, Pilastern, umlaufenden Traufgesims und angeputzten Eckquaderungen. Die Fenster bzw. Türen haben abgesetzte, reich profilierte Spitzgiebel. Die Mauer des Portalvorbaus im Westen hat gerundete Ecken. Der Rundbau mit Kuppelhelm und Laterne im Osten ist durch hohe Korbbogenfenster zwischen vorgelegten ionischen Halbsäulen gegliedert.